# On the Water
On the Water är ett musikalbum från 2011 av syntpopbandet Future Islands och gavs ut av skivbolaget Thrill Jockey. Detta är Future Islands tredje studioalbum.

## Låtlista
Albumet innehåller elva låtar.
1. On the Water – (4:51)
2. Before the Bridge – (3:58)
3. The Great Fire – (3:15)
4. Open – (1:28)
5. Where I Found You – (5:44)
6. Give Us the Wind – (4:05)
7. Close to None – (6:19)
8. Balance – (4:06)
9. Tybee Island – (3:16)
10. Grease – (4:34)
11. (saknar titel) – (0:53)

## Medverkande

### Future Islands
- William Cashion – Akustisk gitarr, elbas, elektrisk gitarr
- Samuel T. Herring – Sång
- Gerrit Welmers – Elektrisk gitarr, keyboard, musikprogrammering

### Övriga
- Kate Barutha – Cello
- Danny Bowen – Trummor, slagverk
- Chester Endersby Gwazda – musikprogrammering
- Dave Jacober – Marimba
- Victor Ruch – Violin

Källa: 